# Distribucións Arnoia
Arnoia Distribución de Libros S. A., también conocido como Distribucións Arnoia es un grupo empresarial gallego dedicado a la distribución de libros al por mayor, tanto en España como en el extranjero. Fue creada en 1987 como empresa independiente, con una organización comercial y logística centralizada en el área metropolitana de Pontevedra.

## Historia
La empresa inició su andadura en 1987, con instalaciones en el municipio de Vilaboa, limítrofe con Pontevedra. En 2011 construyó su nueva sede para centralizar su actividad en el polígono de A Reigosa en el municipio de Puentecaldelas, también en el área de influencia de Pontevedra.
La empresa inició en 2021 una importante automatización en sus instalaciones con el apoyo de la Junta de Galicia en el terreno de la industria 4.0.

## Actividad
Arnoia Distribución es la tercera empresa del área metropolitana de Pontevedra que más facturación tiene después de Froiz y Grupo San José.
Cuenta con más de 6.000 clientes, repartidos por la península ibérica, Europa y América. Dispone de una superficie de almacenaje de más de 12.000 m² en Pontevedra (Ponte Caldelas), cash & carry en Valencia y Oviedo, y una oficina comercial en Lisboa. Es la tercera firma del sector en España.
Arnoia Distribución es un referente en España en tamaño y en innovación con una tecnología pionera para gestionar los pedidos de los clientes. Las instalaciones cuentan con un complejo sistema de almacenaje vertical que permite el almacenamiento y progresiva clasificación del material de un modo automatizado, lo que lo sitúa en la línea de multinacionales como Amazon.
El número de empleados supera las 200 personas y su fondo de distribución supera las 4.500 editoriales, las 500.000 referencias y más de 200.000 títulos en stock.
A nivel social la Arnoia Distribución colabora en el plan de empleo de Cruz Roja provincial en Pontevedra.